# Гонолулу
Гонолу́лу (англ. и гав. Honolulu, в переводе с гав. — «защищённая бухта») — город на острове Оаху Гавайского архипелага, столица штата Гавайи и округа Гонолулу.
В пригороде Гонолулу находится основная база военно-морских сил США в центральной части Тихого океана — Перл-Харбор.

## История
Археологические свидетельства и некоторые устные истории указывают на то, что первое полинезийское поселение возникло на территории современного Гонолулу в XI веке. Завоевав остров Оаху, король Камеамеа I перенёс королевский двор с острова Гавайи в Вайкики (сейчас район Гонолулу) в 1804 году. Его двор был снова перемещён в 1809 году в место, где сейчас находится деловой центр города. В 1812 году столица была перемещена в Кайлуа-Кона. 

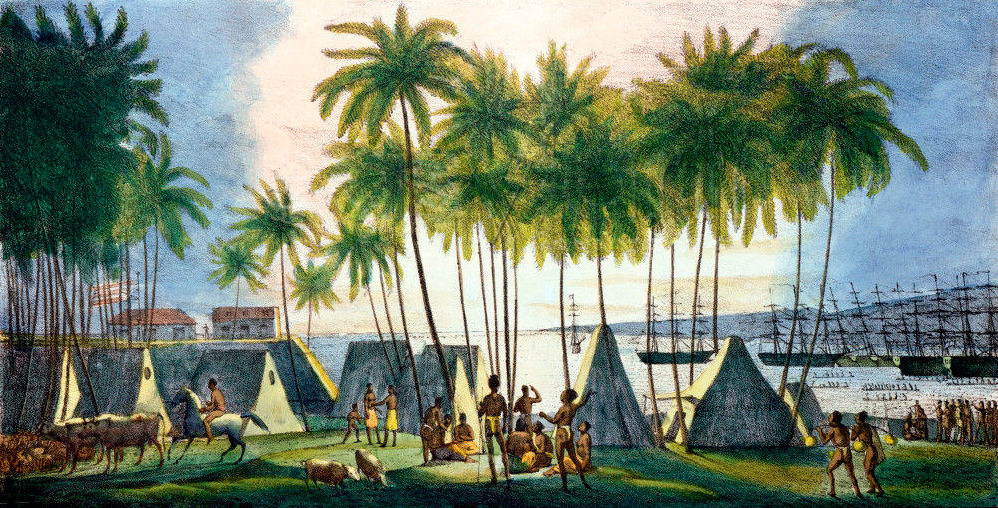
Порт Гонолулу, 1816 год. Рисунок выполнен художником Логгином Андреевичем Хорисом во время кругосветного путешествия в 1815—1818 годах

 В 1794 году британский офицер Уильям Браун был первым европейцем, заплывшим в гавань Гонолулу. Русские впервые появились в этом районе во время кругосветной экспедиции Ивана Фёдоровича Крузенштерна и Юрия Фёдоровича Лисянского. Впоследствии город становится координационной точкой для торговых судов, следующих между Северной Америкой и Азией. Попытка основания русской колонии и приведения всего архипелага в российское подданство, предпринятая в 1815—1817 годах Егором Николаевичем Шеффером, поначалу вполне успешная, не была поддержана российским правительством.
В 1845 году Камеамеа III переносит столицу Королевства Гавайи из Лахайны на острове Мауи в Гонолулу. При нём, а также при его преемниках город был превращён в современную столицу, были возведены такие здания, как Собор святого Андрея, дворец Иолани и Алийолани-Хэйл (сегодня в здании размещается верховный суд штата Гавайи). В то же время город становится важным центром торговли на островах; потомки американских миссионеров строят в центре Гонолулу крупные предприятия. В 1893 году Королевство Гавайи прекратило своё существование, острова вошли в состав США в 1898 году. В 1900 году в городе произошёл крупный пожар, в результате которого выгорела большая часть местного чайнатауна (около 15 га территории). Причиной пожара послужила кампания по сжиганию заражённых домов в условиях карантина, объявленного в связи со случаями бубонной чумы. Ввиду плотной застройки чайнатауна огонь быстро перекинулся на соседние здания, более 7000 человек остались без крова. В декабре 1941 года расположенная в окрестностях города военно-морская база Пёрл-Харбор была атакована японским авианосным соединением в ходе Гавайской операции. В годы Второй мировой войны город был одним из основных центров снабжения американских сил на Тихоокеанском ТВД.
Последующее развитие города связано с индустрией туризма.

## География и климат

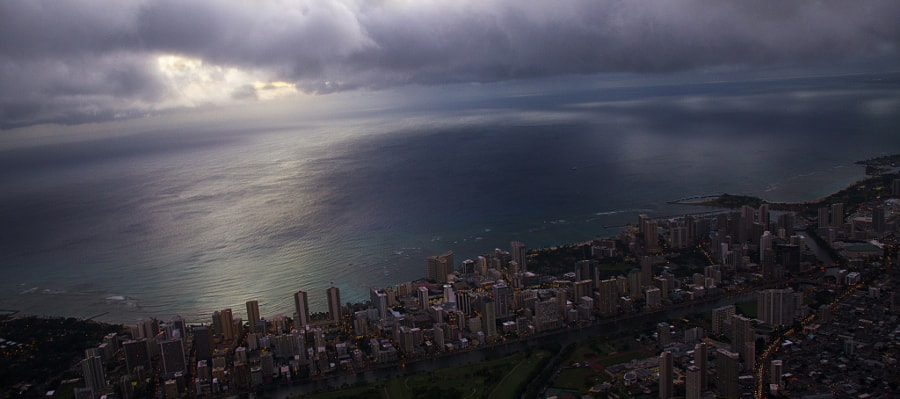
Гонолулу в свете сумерек

Гонолулу расположен на подветренной стороне острова Оаху, занимая всю территорию между океаном и хребтом Коолау, который представляет собой уцелевшую с древних времён часть склона кратера колоссального вулкана.
Согласно классификации климатов Кёппена, город находится в зоне тропического климата саванн As. Однако осадков выпадает немного, благодаря эффекту дождевой тени от Коолау, а влажный и сухой сезон выражены нечётко и плавно перетекают друг в друга. В Гонолулу почти круглый год солнечно. В течение 12 месяцев перепады температуры незначительные; среднемесячная максимальная температура составляет 27-32 °C, а среднемесячная минимальная — 18-24 °C. Очень редко столбик термометра поднимается до отметки 35 °C, а минимальная температура ночью может опуститься до отметки 14-15 °C не больше двух раз в году. Самая высокая температура 35 °C была зарегистрирована в период аномальной жары в сентябре 1998 года. Позднее в тот же день была зарегистрирована самая высокая температура на территории штата на острове Ниихау. Самая низкая температура достигла отметки 11,7 °C 16 февраля 1902 года и 20 января 1969 года. Температура воды у побережья составляет 27 °C на протяжении летних месяцев и 25 °C в зимний период.
Ежегодно в городе выпадает в среднем 434 мм осадков, которые в большинстве случаев приходятся на зимние месяцы с октября до середины апреля. Летом выпадает незначительное количество осадков. В среднем в Гонолулу насчитывается 278 солнечных и 90 дождливых дней в году. Хотя и считается, что в городе существуют сухой сезон и сезон дождей, это почти незаметно из-за того, что летом идут небольшие дожди, а зимой они усиливаются. Несмотря на это, для обоих сезонов характерно одинаковое количество дождливых дней.
Хотя город находится в тропической зоне, ураганы считаются редким явлением. Последний ураган, который обрушился на территорию Гавайев, был зарегистрирован в 1992 году. Урагану Иники была присвоена четвёртая категория. Торнадо также редкость и обычно они обрушиваются на острова раз в 15 лет. Водяные смерчи, возникающие недалеко от побережья, в какой-то степени являются более распространенным явлением и обрушиваются на город каждые пять лет.
| Показатель                                      | Янв. | Фев. | Март | Апр. | Май  | Июнь | Июль | Авг. | Сен. | Окт. | Нояб. | Дек. | Год  |
| ----------------------------------------------- | ---- | ---- | ---- | ---- | ---- | ---- | ---- | ---- | ---- | ---- | ----- | ---- | ---- |
| Абсолютный максимум, °C                         | 31,1 | 31,1 | 31,7 | 32,8 | 33,9 | 33,3 | 34,4 | 33,9 | 35,0 | 34,4 | 34,4  | 31,7 | 35,0 |
| Средний суточный максимум, °C                   | 26,7 | 26,8 | 27,3 | 28,2 | 29,2 | 30,6 | 31,1 | 31,3 | 31,4 | 30,4 | 28,8  | 27,3 | 29,1 |
| Средняя температура, °C                         | 22,9 | 22,8 | 23,6 | 24,5 | 25,4 | 26,8 | 27,3 | 27,7 | 27,5 | 26,7 | 25,3  | 23,8 | 25,4 |
| Средний суточный минимум, °C                    | 19,1 | 18,9 | 19,8 | 20,8 | 21,6 | 23,0 | 23,6 | 23,9 | 23,6 | 23,0 | 21,9  | 20,2 | 21,6 |
| Абсолютный минимум, °C                          | 11,7 | 11,7 | 12,8 | 13,3 | 15,6 | 18,3 | 18,9 | 18,3 | 18,9 | 16,1 | 13,9  | 12,2 | 11,7 |
| Норма осадков, мм                               | 60   | 60   | 62   | 16   | 14   | 7    | 13   | 14   | 18   | 60   | 60    | 60   | 436  |
| Температура воды, °C                            | 22,5 | 23,0 | 24,2 | 23,5 | 24,8 | 26,4 | 27,0 | 27,5 | 28,0 | 26,6 | 25,8  | 25,5 | 25,4 |
| Источник: Погода и климат, Туристический портал |      |      |      |      |      |      |      |      |      |      |       |      |      |

## Дипломатические представительства

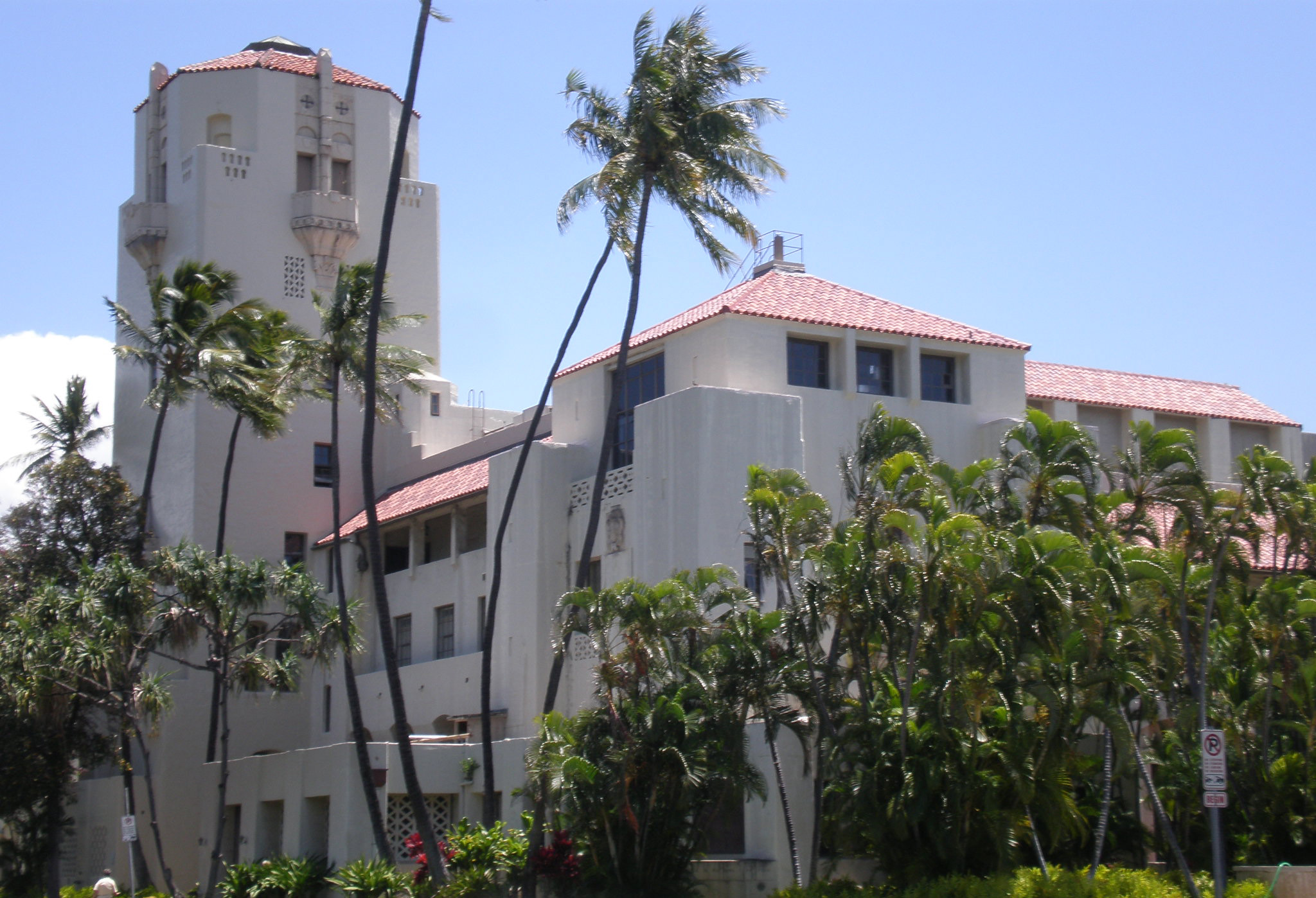
Здание мэрии и городского совета

В городе расположены дипломатические миссии (консульства) следующих государств:
- Австралия
- Маршалловы Острова
- Федеративные Штаты Микронезии
- Филиппины
- Республика Корея
- Япония

## Население
По данным переписи 2010 года, население Гонолулу составляло 390 738 человек. Гендерный состав: мужчины — 49,3 %; женщины — 50,7 %. Средний возраст горожан — 41,3 года (40 лет у мужчин, 43 — у женщин). Доля лиц старше 65 лет — 18,1 %.
Этнический состав:
- белые — 17,9 % (в 1970 — 33,9 %)
- афроамериканцы — 1,5 %
- азиаты — 54,8 % (в том числе японцы — 19,9 %, филиппинцы — 13,2 %, китайцы — 10,4 %)
- гавайцы и другие полинезийцы — 8,4 % (в том числе гавайцы — 3,2 %, самоанцы — 1,5 %)
- латиноамериканцы — 5,4 %

Таким образом, Гонолулу является столицей штата с наименьшей долей белых и наибольшей долей азиатов в США, а также единственной столицей, где доля полинезийцев превышает доли афроамериканцев и латиноамериканцев (причём вместе взятых).
Уровень преступности в городе примерно на 1/4 ниже среднего по США, но немного выше среднегавайского.

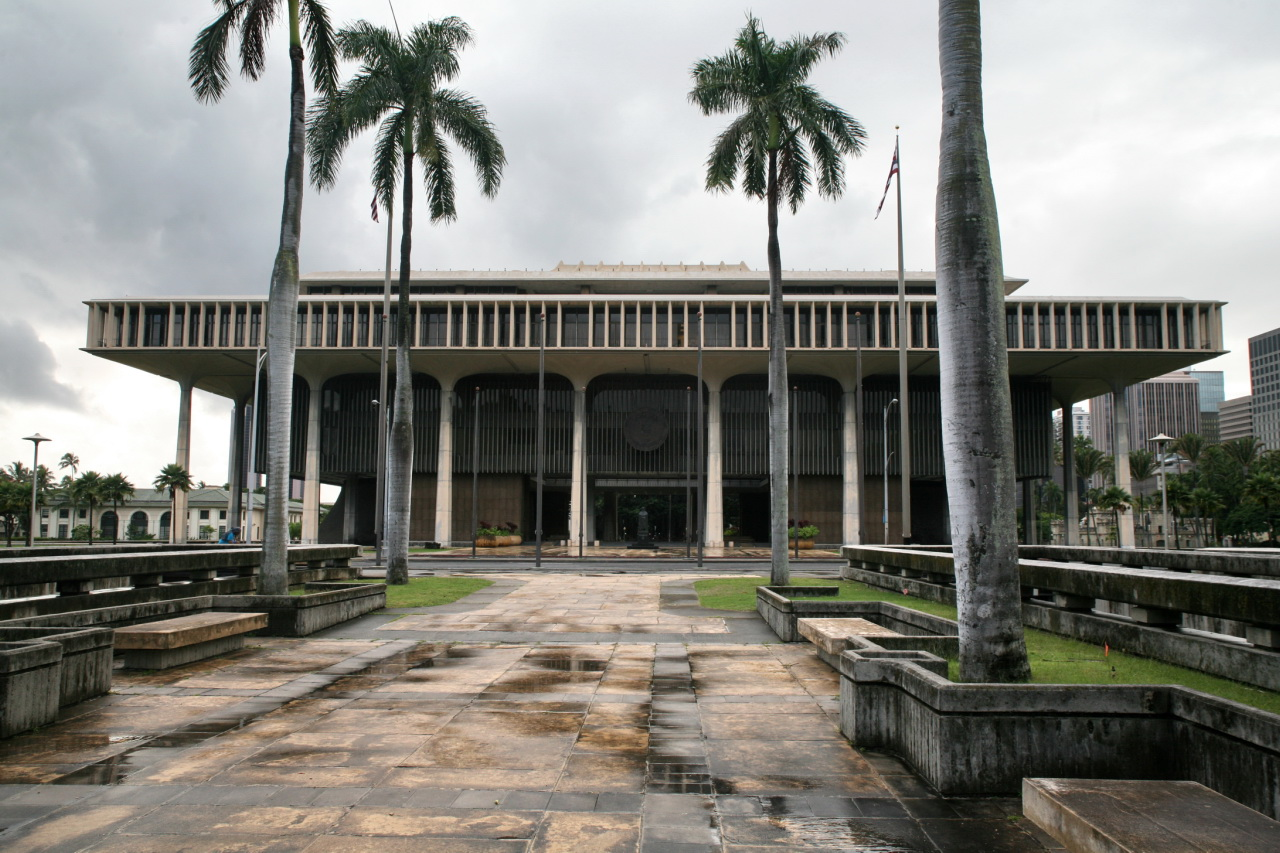
Капитолий штата Гавайи

Динамика численности населения Гонолулу (чел.):
- 1890 — 22 907
- 1900 — 39 306
- 1910 — 52 183
- 1920 — 83 327
- 1930 — 137 582
- 1940 — 179 326
- 1950 — 248 034
- 1960 — 294 194
- 1970 — 324 871
- 1980 — 365 048
- 1990 — 365 272
- 2000 — 371 657
- 2010 — 390 738

## Экономика
В настоящий момент Гонолулу не только самый большой город и аэропорт на Гавайских островах, но также и признанный международный туристический центр. Миллионы туристов попадают на острова через Гонолулу, принося городской экономике до 10 миллиардов долларов ежегодно. Из-за этого благоприятного расположения в Тихом океане, город является важным деловым, торговым и транспортным центром, соединяющим Восток и Запад. Кроме того, важную роль в экономике города играет военно-морская база Пёрл-Харбор, а также различные исследовательские и производственные центры (преимущественно в сфере информационных технологий, создании современных материалов, медицине и биотехнологиях).

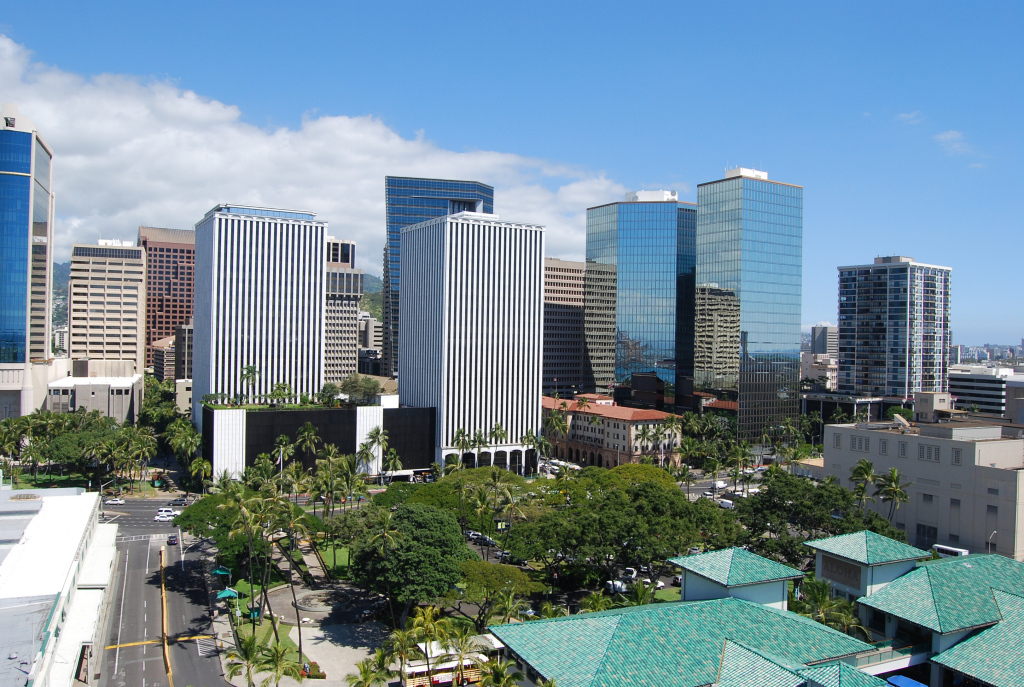
Деловой центр города

Среди компаний, базирующихся в Гонолулу:
- Alexander & Baldwin
- Bank of Hawaii
- Central Pacific Bank
- First Hawaiian Bank
- Hawaii Medical Service Association
- Hawaii Pacific Health
- Hawaiian Electric Industries
- Matson Navigation Company
- The Queen’s Health Systems

Штаб-квартиры компаний Go! Mokulele, Hawaiian Airlines, Island Air, и Aloha Air Cargo расположены в городе. До прекращения своей деятельности, основные офисы авиакомпании Aloha Airlines располагалась в Гонолулу. Некоторый период времени местная авиакомпания Mid-Pacific Airlines базировалась на территории Международного Аэропорта Гонолулу.
В 2009 году, стоимость и аренда жилья в Гонолулу в среднем выросла на 4,5 %, с тех пор город занимает второе место по дороговизне рынка недвижимости среди 210 американских агломераций.
Поскольку на Гавайях не открыты филиалы крупнейших национальных банковских сетей, туристы и местные жители пользуются услугами различных местных банков. Самым большим и старым банковским учреждением на территории Гавайских островов является First Hawaiian Bank. Главный офис банка находится в небоскрёбе First Hawaiian Center, самом высоком здании в штате.

## Транспорт
Город обслуживается Международным аэропортом Гонолулу (IATA: HNL, ICAO: PHNL), расположенным в 5 километрах к северо-западу от делового района и являющимся одним из наиболее загруженных аэропортов в США, с ежегодным пассажирооборотом около 18 млн человек (данные за 2011 год). Из аэропорта совершаются регулярные рейсы во все основные города Северной Америки, несколько городов Японии и Австралии, а также в Манилу, Шанхай, Тайбэй и Окленд. Три основных направления: Токио, Лос-Анджелес и Сеул. Аэропорт также обеспечивает сообщение с множеством населённых пунктов Гавайских островов и Океании в целом.

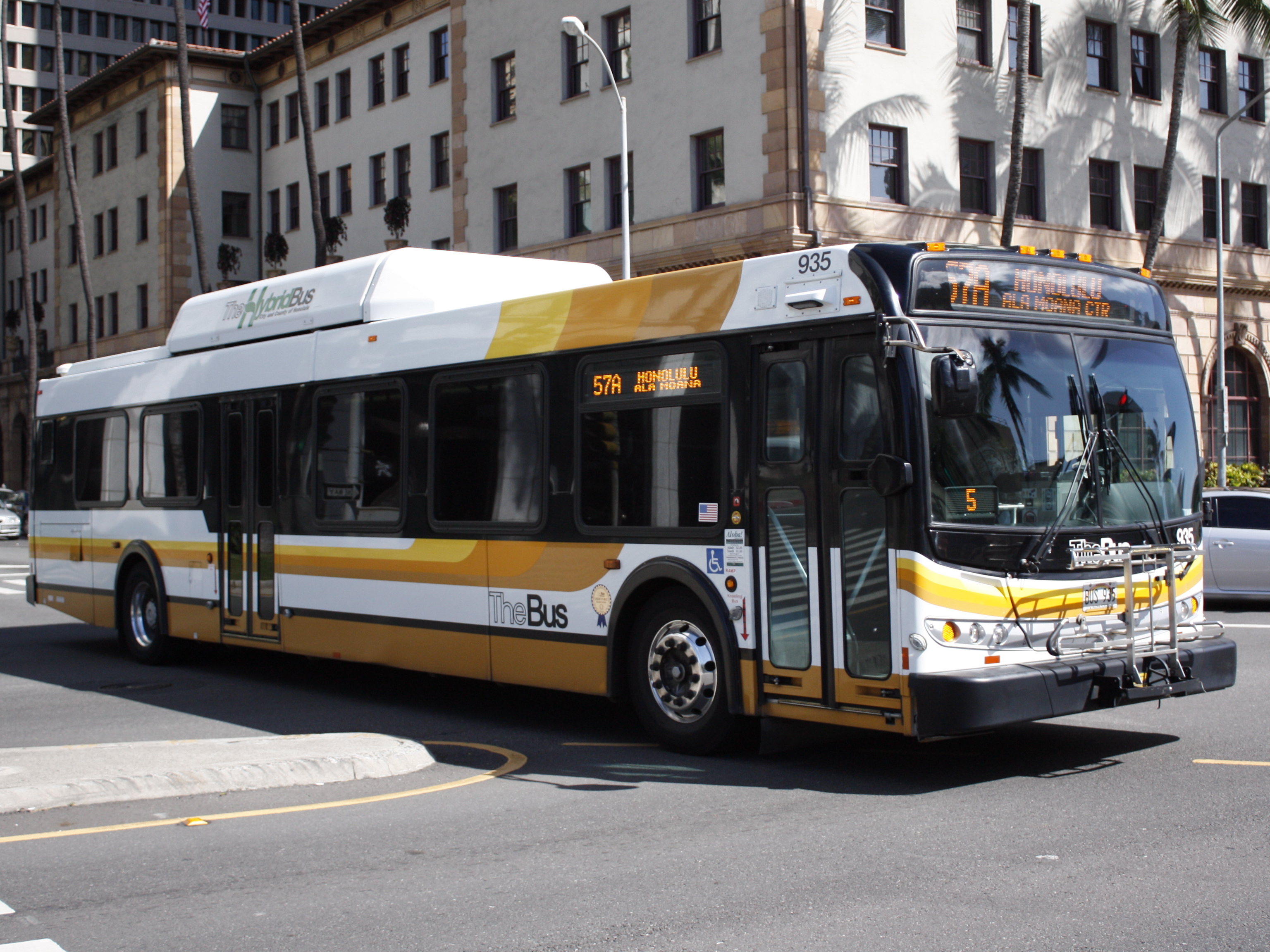
Городской автобус

Гонолулу носит печальный для горожан титул лидера по пробкам среди городов США, в конце 2000-х опередив в этом Лос-Анджелес. В среднем водители каждый год проводят в пробках 58 часов, особенно проблемными являются дороги, ведущие в западные пригороды. В начале 2000-х были разработаны и начали реализовываться планы по строительству 32-километровой ветки легкорельсового транспорта, соединяющей центр и запад города, но, из-за недостатка денег и протестов «зелёных», строительство постоянно задерживалось. Текущий мировой кризис и вовсе поставил под вопрос окончание проекта, открытие движения перенесено с 2015 на 2019 год. В итоге Метрополитен Гонолулу был открыт 30 июня 2023 года.
Формально Гонолулу является частью системы межштатных автомагистралей США, через него проходят межштатные шоссе Interstate H-1 и Interstate H-201. На практике, по понятным причинам, проехать по этим дорогам в другой штат невозможно.
Общественный транспорт представлен 110 автобусными маршрутами под управлением компании TheBus. Система общественного транспорта Гонолулу дважды, в 1995 и 2001 годах, признавалась Американской ассоциацией общественного транспорта (American Public Transportation Association) лучшей в стране.

## Учреждения культуры

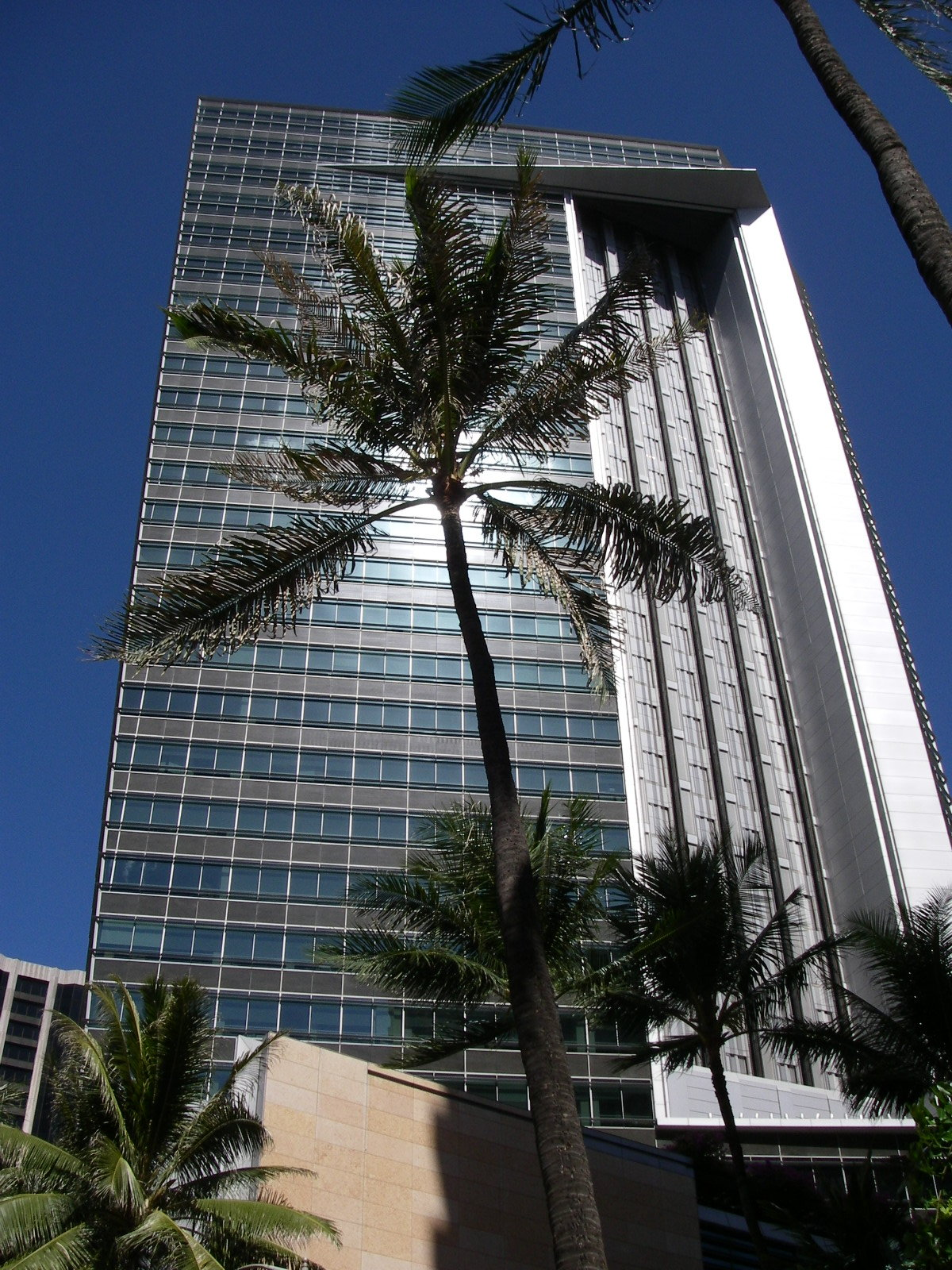
Самое высокое здание штата — First Hawaiian Center — построено с использованием архитектурных элементов в стиле дикой природы. Здесь находится галерея музея Contemporary Museum

### Музеи естественной истории
В главном музее Гонолулу — Музее Бишопа — находится самая большая коллекция палеонтологических образцов в штате. В музее представлена крупнейшая в мире коллекция артефактов, связанных с гавайской и полинезийской культурой. Зоопарк Гонолулу является главным зоологическим учреждением на Гавайских островах, а Waikiki Aquarium — действующей лабораторией по изучению биологии океана. Лаборатория тесно сотрудничает с Гавайским университетом и другими университетами по всему миру. В ботанических садах Гонолулу: Foster Botanical Garden, Liliʻuokalani Botanical Garden и Walker Estate занимаются разведением растений из разных концов света.

### Исполнительские виды искусств
Созданный в 1900-м году, симфонический оркестр Гонолулу является самым старым симфоническим оркестром в США западнее Скалистых гор. Среди других коллективов, исполняющих классические произведения, следует отметить Hawaii Opera Theatre. Гонолулу считается также центром традиционной гавайской музыки. Основные концертные площадки города — Hawaii Theatre, Waikiki Shell, многофункциональный комплекс Neal Blaisdell Center с концертным залом и площадкой для различных спортивных и массовых мероприятий. В Гонолулу работает несколько художественных театров, самый известный из которых Diamond Head Theatre.

### Изобразительные виды искусств
В Гонолулу расположены учреждения, в которых можно познакомиться с различными произведениями искусства. В Художественном музее Гонолулу представлена самая большая на Гавайских островах коллекция произведений западного и азиатского искусства. В поместье Шангри Ла собрана самая большая коллекция экспонатов исламского искусства. В музее находится кинотеатр, который носит имя известной американки, коллекционера и филантропа Doris Duke.
Здесь проходят показы шедевров мирового кинематографа, а также кинофильмов и видео работ режиссёров, работающих в стиле арт-хаус.
В Музее современного искусства представлена единственная в штате коллекция произведений современного искусства. Экспозиция располагается в двух местах: главное здание музея находится в районе Makiki, а многоуровневая галерея находится в центре Гонолулу, в здании First Hawaiian Center.
В коллекции Государственного художественного музея Гавайев (в центре города) собраны произведения местных художников и предметы традиционного искусства Гавайев. Музей находится под управлением Государственного фонда по вопросам культуры и искусства штата Гавайи.
Каждый год в Гонолулу проходит Гавайский международный кинофестиваль (ГМКФ). В рамках фестиваля демонстрируются лучшие фильмы режиссёров стран Азиатско-Тихоокеанского региона. Фестиваль, который проходит в стилистике «Встреча Востока и Запада» является самым большим событием такого рода в США.

### Спорт

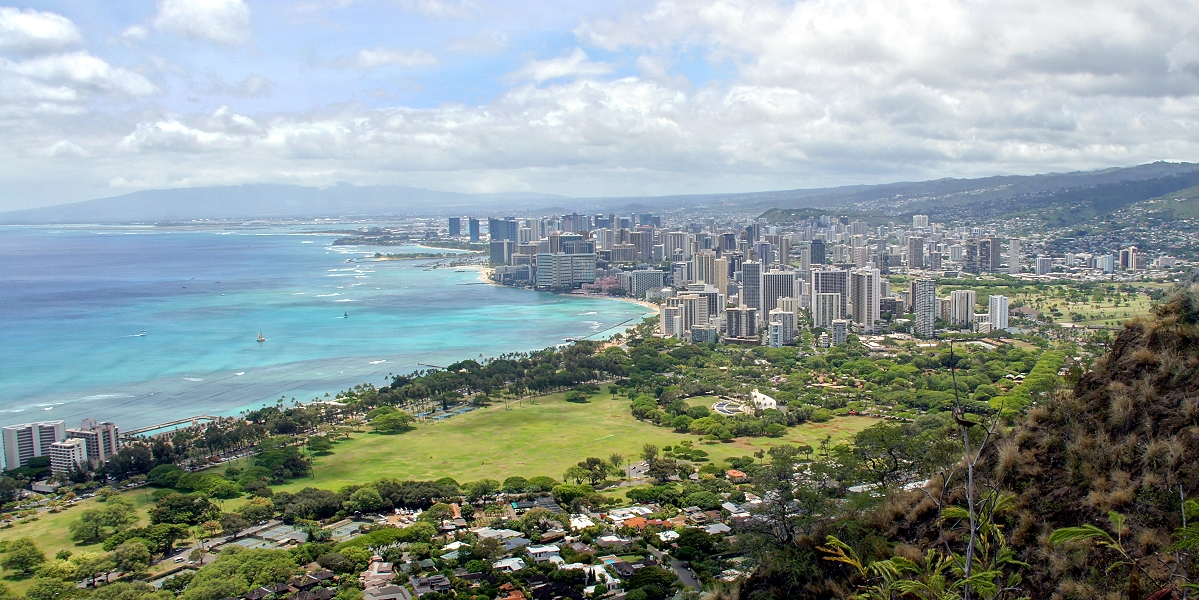
Гонолулу

Благоприятные климатические условия Гонолулу идеально подходят для занятий спортом круглый год. В 2004 году журнал Men’s Fitness присвоил Гонолулу звание самого спортивного города в США. В Гонолулу проходят три крупных соревнования по бегу по шоссе:
- Great Aloha Run проходит каждый год в Президентский день.
- Ежегодно в марафоне Гонолулу, который стартует во второе воскресенье декабря[23], принимают участие около 20000 человек, две трети из которых являются жителями Японии.
- Honolulu Triathlon является олимпийской дистанцией по триатлону и проводится организацией USA Triathlon. Начиная с 2004 года, соревнования ежегодно проходят в мае, хотя в городе нет специально оборудованной трассы для спринтерской дистанции.

Первые соревнования и первый чемпионат мира по триатлону Ironman Hawaii были проведены в Гонолулу в 1978 году.
В Гонолулу популярны несколько зрелищных видов спорта. В городе много поклонников местных команд, участвующих в соревнованиях по американскому футболу, волейболу, баскетболу, регби, регбилигу, а также бейсболу (в рамках программы Гавайского университета в Маноа). Особенно популярны соревнования по американскому футболу среди команд старших классов средней школы.
В Гонолулу нет собственных профессиональных команд. В прошлом в городе тренировалась команды по бейсболу — Hawaii Islanders (Тихоокеанская лига, 1961—1987), американскому футболу — The Hawaiians (Мировая лига американского футбола, 1974—1975), футболу — Team Hawaii (Североамериканская футбольная лига, 1977) и мини-футболу Hawaiian Islanders (af2, 2002—2004).
Национальная ассоциация студенческого спорта организовывает в Гонолулу матчи серии плей-офф за Кубок Гавайев. Начиная с 1980 года, ежегодно в феврале Национальная футбольная лига проводит в городе матч всех звезд Pro Bowl. Хотя в 2010 году матч был проведен в Майами, матч 2011 года опять был сыгран в Гонолулу. С 1993 по 2008 год в Гонолулу проходили матчи лиги Hawaii Winter Baseball, в которых принимали участие игроки низших лиг, выступающие в Главной бейсбольной лиге, Профессиональной бейсбольной лиге Японии, Профессиональной бейсбольной лиге Южной Кореи и независимых бейсбольных лигах.
Спортивные сооружения:
Посетить матчи зрелищных видов спорта в Гонолулу можно на:
- стадионе Les Murakami Stadium, который расположен на территории Гавайского университета в Маноа (бейсбол)
- арене комплекса Neal Blaisdell Center (баскетбол)
- арене Stan Sheriff Center, расположенной на территории Гавайского университета в Маноа (баскетбол и волейбол)

Стадион Aloha Stadium, где проходят матчи по американскому футболу и футболу, находится за пределами Гонолулу в районе Halawa.

## Достопримечательности
- Кратер потухшего вулкана Дайамонд-Хед
- Дворец Иолани
- Пляж Вайкики
- Парк Капиолани
- Национальное Тихоокеанское мемориальное кладбище
- Гавайский музей искусства
- Академия искусств Гонолулу
- Башня Алоха

## Города-побратимы
- Азербайджан: Баку[27]
- Венесуэла: Каракас[27]
- Вьетнам: Хюэ[27]
- Индия: Мумбаи[27]
- Кения: Момбаса[27]
- Китай: Хайнань[27], Чжуншань[27]
- Португалия: Синтра[27], Фуншал[27]
- Пуэрто-Рико: Сан-Хуан (США)[27]
- Россия: Кызыл[28]
- Китайская Республика: Гаосюн[27]
- Филиппины: Багио[27], Виган[27], Пуэрто-Принсеса[27], Себу[27]
- Франция: Брюер[фр.][27]
- Республика Корея: Инчхон[27], Сеул[27]
- Япония: Наха[27], Токио[27], Хиросима[27]